# Vitamin
Et vitamin er en organisk forbindelse og et livsnødvendigt næringsstof for en organisme. En organisk kemisk forbindelse (eller et relateret sæt af forbindelser) kaldes et vitamin, når en organisme ikke på egen hånd kan syntetisere forbindelsen i de nødvendige mængder, og det derfor bliver nødt til at få gennem kosten; derfor afhænger definitionen af et "vitamin" af omstændighederne og den pågældende organisme. Fx er ascorbinsyre (en variant af C-vitamin) et vitamin for mennesker, men ikke for mange andre. Mange vitaminer findes som kosttilskud, og mens kosttilskud er vigtige for behandlingen af bestemte helbredsproblemer, findes der ikke beviser på næringsmæssige fordele, når de bruges af sunde og raske mennesker.
Opfattelsen er, at begrebet vitamin hverken inkluderer andre essentielle næringsstoffer som mineraler, fedtsyrer eller aminosyrer, som behøves i større mængder end vitaminer, eller det store antal andre næringsstoffer, der er sunde for kroppen, men som kun sjældnere kræves for at vedligeholde helbredet. I øjeblikket anerkendes 13 vitaminer universelt. Vitaminer klassificeres ved deres biologiske og kemiske aktivitet, ikke deres struktur. Derfor henviser hvert "vitamin" til et antal vitamer-forbindelser, der alle viser den biologiske aktivitet associeret med et bestemt vitamin. Sådan et sæt kemiske stoffer er grupperet under en alfabetiseret "generisk deskriptor"-titel som "A-vitamin" med forbindelserne retinal, retinol og fire kendte karotenoider. Vitamere kan pr. definition omdannes til den aktive form af vitaminet i kroppen og kan somme tider også omdannes til hinanden.
Vitaminer har forskellige biokemiske funktioner: Nogle som D-vitamin har hormonlignende funktioner som regulatorer af mineralmetabolisme eller regulatorer af celle- og vævsvækst og -differentiering som nogle former for A-vitamin. Andre fungerer som antioxidanter som E-vitamin og visse C-vitaminer. Det største antal vitaminer, de komplekse B-vitaminer, fungerer som enzym-cofaktorer (coenzymer) eller udgangsstoffer for dem; coenzymer hjælper enzymer som katalysatorer i metabolisme. I denne rolle kan vitaminer bindes stramt til enzymer som en del af prostetiske grupper: Fx er biotin en del af enzymer involveret i dannelsen af fedtsyrer. De kan også være mindre stramt bundet til enzymkatalysatorer som coenzymer, adskillelige molekyler, hvis funktion er at transportere kemiske grupper eller elektroner mellem molekyler. For eksempel kan folsyre transportere methyl, aldehyd og methylen-grupper i cellen. Selvom disse roller i at assistere enzymsubstratreaktioner er vitaminernes bedst-kendte funktion, er de andre vitaminfunktioner lige så vigtige.
Frem til midten af 1930'erne, da de første kommercielle B-vitaminer af gærekstrakt og semi-syntetiserede C-vitaminkosttilskudspiller blev solgt, blev vitaminer udelukkende indtaget gennem kosten, og forandringer i kosten (som kunne ske på en bestemt årstid) ændrede ofte voldsomt hvilke typer og mængder af vitaminer man indtog. Vitaminer er dog produceret som råt kemikalie og gjort meget tilgængeligt som billige semisyntetiserede og syntetiserede multivitamin-tilskud siden midten af det 20. århundrede. Studier i strukturel aktivitet, funktion og deres rolle i at vedligeholde helbredet kaldes vitaminologi.
Ordet vitamin er en sammensætning og sammentrækning af vita (liv) og amin. Det blev første gang formuleret af Casimir Funk i 1912.
Tilstedeværelsen af vitaminer kan være påkrævet for at optage andre stoffer fra maden. Fx optages mineralet kalk bedst ved tilstedeværelsen af D-vitamin.

## Liste over vitaminer
Denne artikel bør gennemlæses af en person med fagkendskab for at sikre den faglige korrekthed.

Hvert vitamin bruges typisk i flere reaktioner, og derfor har de fleste flere funktioner.
| Vitamin deskriptornavn | Kemisk navn på vitamer (en) (ufuldstændig liste)             | Opløselighed | Anbefalet daglig tilførsel (USA) (mand, alder 19–70) | Mangelsygdomme                                                                                                 | Øvre grænse for sikkert indtag (UL/dag) | Overdosissygdomme                                                   | Kostkilder |
| ---------------------- | ------------------------------------------------------------ | ------------ | ---------------------------------------------------- | --- | --------------------------------------- | ------------------------------------------------------------------- | --- |
| Vitamin A              | Retinol, retinal og fire karotenoider heriblandt betakaroten | Fedt         | 900 µg                                               | Natteblindhed, hyperkeratose og keratomalaci                                                                   | 3.000 µg                                | Hypervitaminose A                                                   | Lever, appelsin, modne gule frugter, bladgrøntsager, gulerødder, græskar, squash, spinat, fisk, sojadrik, mælk |
| Vitamin B1             | Tiamin                                                       | Vand         | 1,2 mg                                               | Beriberi, Wernicke–Korsakoff-syndrom                                                                           | N/D                                     | Døsighed eller muskelafslappelse ved store doser.                   | Svin, havgregryn, brune ris, grøntsager, kartofler, lever, æg                                                  |
| Vitamin B2             | Riboflavin                                                   | Vand         | 1,3 mg                                               | Ariboflavinose, glossit, angulær stomatitis                                                                    | N/D                                     |                                                                     | Mejeriprodukter, bananer, popcorn, grønne bønner, asparges                                                     |
| Vitamin B3             | Niacin, niacinamid                                           | Vand         | 16,0 mg                                              | Pellagra | 35,0 mg                                 | Leverskade (doser på > 2g/dag) og andre problemer                   | Kød, fisk, æg, mange grøntsager, svampe, nødder                                                                |
| Vitamin B5             | Pantotensyre                                                 | Vand         | 5,0 mg                                               | Paræstesi | N/D                                     | Diarré; muligvis kvalme og halsbrand.                               | Kød, broccoli, avocadoer                                                                                       |
| Vitamin B6             | Pyridoxin, pyridoxamin, pyridoxal                            | Vand         | 1,3–1,7 mg                                           | Anæmi perifer neuropati                                                                                        | 100 mg                                  | Forringelse proprioception, nerveskade (doser > 100 mg/day)         | Kød, grøntsager, nødder, bananer                                                                               |
| Vitamin B7             | Biotin                                                       | Vand         | 30,0 µg                                              | Dermatit, enteritis                                                                                            | N/D                                     |                                                                     | Rå æggeblommer, lever, peanuts, bladgrøntsager                                                                 |
| Vitamin B9             | Folsyre, folinsyre                                           | Vand         | 400 µg                                               | Megaloblastisk anæmi. Mangel under graviditet associeres med medfødte misdannelser såsom defekter i neutralrør | 1.000 µg                                | Kan skjule symptomer på B-vitamin12-mangel; andre effekter.         | Bladgrøntsager, pasta, brød, korn, lever                                                                       |
| Vitamin B12            | Cyanokobalamin, hydroxokobalamin, methylkobalamin            | Vand         | 2,4 µg                                               | Megaloblastisk anæmi                                                                                           | N/D                                     | Acne-agtigt udslæt [kausalitet er ikke endeligt etableret].         | Kød og andre animalske produkter                                                                               |
| Vitamin C              | Askorbinsyre                                                 | Vand         | 90,0 mg                                              | Skørbug | 2.000 mg                                |                                                                     | Mange frugter og grøntsager, lever                                                                             |
| Vitamin D              | Cholecalciferol (D3), Ergocalciferol (D2)                    | Fedt         | 10 µg                                                | Engelsk syge (rakitis) og osteomalaci                                                                          | 50 µg                                   | Hypervitaminose D                                                   | Fisk, æg, lever, svampe                                                                                        |
| Vitamin E              | Tokoferoler, tokotrienoler                                   | Fedt         | 15,0 mg                                              | Mangel er meget sjældent; Sterilitet hos mænd og aborter hos kvinder, mild hæmolytisk anæmi i nyfødte spædbørn | 1.000 mg                                | Øget kongestivt hjertesvigt er set i et større randomiseret studie. | Mange frugter og grøntsager, nødder og frø                                                                     |
| Vitamin K              | fyllokinon, menakinoner                                      | Fedt         | 120 µg                                               | Blødningstendens (hæmorragisk diatese)                                                                         | N/D                                     | Øget koagulation hos patienter, der tager warfarin.                 | Bladgrøntsager såsom spinat og kål, æggeblommer, lever                                                         |

## Helbredsmæssige effekter
Vitaminer er essentielle for en multicellet organismes normale vækst og udvikling. Et foster begynder, fra det øjeblik, det undfanges, at udvikles ud fra sine forældres genetiske model ved hjælp af de næringsstoffer, det absorberer. Det kræver, at bestemte vitaminer og mineraler er til stede på bestemte tidspunkter. Disse næringsstoffer faciliterer de kemiske reaktioner, som blandt andet producerer hud, knogler og muskler. Hvis der er en alvorlig mangel på et eller flere af disse næringsstoffer, kan et barn udvikle en mangelsygdom. Selv mindre mangler kan forårsage permanent skade.
For størstedelens vedkommende fås vitaminer gennem føden, men nogle få opnås på andre måder. Fx producerer mikroorganismer i tarmene  — normalt kaldet "tarmflora"  — K-vitamin og biotin, mens en type D-vitamin syntetiseres i huden ved hjælp af den naturlige ultraviolette bølgelængde fra sollys. Mennesker kan producere nogle vitaminer fra udgangsstoffer, som de indtager som A-vitamin produceret fra betakaroten, og niacin fra aminosyren tryptophan.
Når vækst og udvikling er fuldendt, forbliver vitaminer essentielle næringsstoffer for en sund vedligeholdelse af cellerne, vævet og organismerne i en multicellet organisme; de lader også en multicellet livsform benytte den kemiske energi fra føden, den indtager, mere effektivt og hjælper med at bearbejde proteiner, kulhydrater og fedt, der kræves for respiration.

### Tilskud
Hos individer, der ellers lever sundt, er der ikke meget bevis for, at tilskud har nogen gavnlig effekt, hvad angår kræft eller hjertekarsygdomme. Tilskud af A- og E-vitamin kan sågar øge dødeligheden hos sunde individer, omend de to store studier, som understøttede denne konklusion, medtog rygere, for hvem det allerede var kendt at betakaroten-tilskud kan være skadelige. Andre studier peger hen mod, at E-vitaminforgiftning er begrænset til overdosis af en bestemt type.
Den Europæiske Union og andre europæiske lande har regelsæt, som definerer begrænsningerne af vitamin- (og mineral-) indtag, der kan bruges sikkert som kosttilskud. De fleste vitaminer, der sælges som kosttilskud, må ikke overstige en maksimal daglig dosis. Vitaminprodukter over disse foreskrevne grænser betragtes ikke som kosttilskud og skal registreres som enten receptpligtig medicin eller håndkøbslægemiddel pga. deres potentielle bivirkninger. Som følge heraf betragtes de fleste tilskud af de fedtopløselige vitaminer (som A-, D-, E- og K-vitamin) med mængder over det daglige indtag som medicin. Den daglige dosis for et vitamintilskud må for eksempel ikke overstige 300 % af det anbefalede daglige indtag, og for A-vitamin er denne begrænsning endnu lavere (200 %). Denne type reguleringerfinder sted i de fleste europæiske lande.
Kosttilskud indeholder ofte vitaminer men kan også indeholde mineraler og urter. Videnskabelige undersøgelser bakker op om, at der er helbredsmæssige fordele ved kosttilskud til personer med bestemte helbredsmæssige problemer. I nogle tilfælde kan vitamintilskud have uønskede effekter, særligt hvis de tages før kirurgi sammen med andre kosttilskud eller medicin, eller hvis personen, der tager dem, har bestemte sundhedsmæssige forhold. De kan også indeholde vitaminniveauer, der er mange gange større, og i andre former, end man kan indtage gennem kost.

### Mangel
Mennesker skal indtage vitaminer periodisk, men efter forskellige tidsplaner for at undgå vitaminmangel. Menneskekroppens depoter for de forskellige vitaminer varierer bredt; A- og B-vitamin og B12 opbevares i betragtelige mængder i menneskes legeme, hovedsageligt i leveren, og et voksent menneske kan undvære A- og D-vitamin i mange måneder, og i B12's tilfælde i flere år, før de udvikler mangeltilstand. Herimod opbevares vitamin B3 (niacin og niacinamid) ikke i menneskekroppen i særligt store mængder, så depoter kan ofte kun vare nogle uger. For C-vitamin er de første symptomer på skørbug i eksperimentelle studier med total C-vitamindeprivation varieret voldsomt, fra en måned til mere end seks måneder afhængig af den tidligere kostmæssige historie, som afgjorde kroppens depoter.
Vitaminmangel klassificeres som enten primær eller sekundær.
- En primær mangel sker, når en organisme ikke får nok af vitaminet i sin kost.

- En sekundær mangel kan skyldes en dybereliggende tilstand, som forhindrer eller begrænser optagelsen eller brugen af vitaminet pga. en "livsstilsfaktor" som rygning, alkoholmisbrug eller brug af medicin, som forstyrrer optagelse eller brug af vitaminet.[18] Folk, som indtager en varieret kost, udvikler kun meget sjældent en alvorlig primær vitaminmangel. I modsætning hertil kan restriktive kostplaner have potentiale til at skabe forlænget vitaminmangel, der kan føre til alvorlige sygdomme.

Velkendte menneskelige vitaminmangler er tiamin (beriberi), niacin (pellagra), C-vitamin (skørbug) og D-vitamin (engelsk syge). I meget af den udviklede verden er sådanne mangelsygdomme sjældne; dette skyldes (1) et tilstrækkeligt forråd af mad og (2) tilsættelsen af vitaminer og mineraler til udbredte fødevarer, hvilket ofte kaldes berigelse. Udover disse klassiske mangelsygdomme har der også været tegn på forbindelse mellem vitaminmangel og en række andre lidelser.

### Bivirkninger
I store doser har nogle vitaminer bivirkninger, som normalt bliver alvorligere, jo højere dosen er. Risikoen for at indtage for meget af et vitamin fra kosten er meget lille, men overdosis (vitaminforgiftning) fra vitamintilskud er set. Ved høje nok doser giver nogle vitaminer bivirkninger som kvalme, diarré og opkast. Når der fremkommer bivirkninger, kan man sædvanligvis komme problemet til livs ved at reducere dosis. Vitamindoserne er forskellige, da individuelle toleranceniveauer kan variere meget og lader til at være relaterede til alder og almen helbredstilstand.

## Farmakologi
Vitaminer klassificeres enten som vandopløselige eller fedtopløselige. Der findes 13 vitaminer i mennesker: fire fedtopløselige (A, D, E og K) og ni vandopløselige (8 B-vitaminer og C-vitamin). Vandopløselige vitaminer opløses let i vand og udskilles generelt let fra kroppen, i en grad så niveau i urinen er en stærk indikator af vitaminindtagelse. Da de ikke lagres særlig nemt i kroppen, er det vigtigt at have et konstant indtag af dem. Mange typer af vandopløselige vitaminer syntetiseres af bakterier. Fedtopløselige vitaminer absorberes gennem mavetarmkanalen ved hjælp af lipider (fedt). De har en større risiko for at føre til hypervitaminose end de vandopløselige, da de har større tendens til at blive lagret i kroppen. Fedtopløselig vitaminregulering af særlig betydning i cystisk fibrose.

## Historie
| Opdagelsesår | Vitamin                   | Fødevarekilde                             |
| ------------ | ------------------------- | ----------------------------------------- |
| 1913         | A-vitamin (Retinol)       | Levertran                                 |
| 1910         | B-vitamin1 (Tiamin)       | Risklid                                   |
| 1920         | C-vitamin (Askorbinsyre)  | Citrus, de fleste friske fødevarer        |
| 1920         | D-vitamin (Calciferol)    | Levertran                                 |
| 1920         | Vitamin B2 (Riboflavin)   | Kød, mejeriprodukter, æg                  |
| 1922         | (E-vitamin) (Tokoferol)   | Hvedekimolie, uraffinerede grøntsagsolier |
| 1926         | Vitamin B12 (Kobalaminer) | Lever, æg, animalske produkter            |
| 1929         | K-vitamin1 (Fyllokinon)   | Bladgrøntsager                            |
| 1931         | Vitamin B5 (Pantotensyre) | Kød, fuldkorn                             |
| 1931         | Vitamin B7 (Biotin)       | Kød, mejeriprodukter, æg                  |
| 1934         | Vitamin B6 (Pyridoxin)    | Kød, mejeriprodukter                      |
| 1936         | Vitamin B3 (Niacin)       | Kød, korn                                 |
| 1941         | Vitamin B9 (Folsyre)      | Bladgrøntsager                            |

Værdien af at spise bestemte fødevarer for at vedligeholde et godt helbred blev anerkendt længe før vitaminerne blev identificeret. Man vidste allerede i det gamle Egypten, at ved at spise lever kunne man hjælpe til at kurere natteblindhed, en sygdom som det nu vides skyldes mangel på vitamin A. Havsejlads under Renæssancen resulterede i lange perioder uden adgang til frugter og grøntsager og gjorde vitaminmangelsygdomme udbredte i skibsbesætningerne.
I 1747 opdagede den skotske kirurg James Lind, at citrusfrugter hjalp til at forhindre skørbug, en dødelig sygdom, hvor kollagen ikke dannes ordentligt, hvilket fører til dårlig sårheling, blødende tandkød, stærk smerte og død. I 1753 udgav Lind sin Treatise on the Scurvy, som anbefalede at bruge citroner og limefrugter for at undgå skørbug. Anbefalingen blev fulgt af den britiske Royal Navy, hvilket førte til udtrykket "limey" om sømænd. Linds opdagelse blev ikke bredt accepteret i Royal Navy's Arktis-ekspeditioner i det 19. århundrede, hvor mange mente, at skørbug kunne undgås ved god hygiejne, regelmæssig motion og ved at holde mandskabets gejst høj, snarere end ved frisk frugt. Som følge heraf fortsatte de arktiske ekspeditioner med at være plaget af skørbug og andre mangelsygdomme. I begyndelsen af det 20. århundrede, da Robert Falcon Scott foretog sine to ekspeditioner til Antarktis, var den fremherskende medicinske teori, at skørbug skyldtes "fordærvet" dåsemad.
I slutningen af det 18. og begyndelsen af det 19. århundrede lod brugen af deprivationsstudier videnskabsfolk isolere og identificere en række vitaminer. Lipider fra fiskeolie blev brugt til at kurere engelsk syge (rakitis) hos rotter, og det fedtopløselige næringsstof blev oprindeligt kaldt "antirakitis A". På den måde blev den første "vitamin"-bioaktivitet, der nogensinde blev isoleret og kurerede rakitis, oprindeligt kaldt "A-vitamin"; i dag kaldes denne forbindelses bioaktivitet dog D-vitamin.
I 1881 studerede den russiske kirurg Nikolai Lunin skørbugens effekter, mens han var ved Tartu Universitet (nu i Estland. Han fodrede mus med en kunstig mikstur af alle de separate bestanddele, der på daværende tidspunkt var identificeret i mælk, navnlig proteinerne, fedttyperne, kulhydraterne og saltene. De mus, der kun fik de individuelle bestanddele døde, mens de mus der fik mælk udviklede sig normalt. Han konkluderede, at "en naturlig føde som mælk derfor skal, udover disse kendte centrale bestanddele, indeholde små mængder ukendte substanser, som er essentielle for liv." Hans konklusioner blev dog afvist af hans rådgiver, Gustav von Bunge, selv efter andre studenter reproducerede hans resultater. Et lignende resultat af Cornelius Pekelharing blev beskrevet i en hollandsk medicinsk journal i 1905, men blev ikke publiceret særlig vidt.
I Østasien, hvor polerede hvide ris var normal kost for middelklassen, var beriberi fra mangel på vitamin B1 endemisk. I 1884 observerede Takaki Kanehiro, en britisk-trænet læge fra den kejserlige japanske flåde, at beriberi var endemisk blandt lavtrangerende mandskab, som ofte ikke spiste andet end ris, men ikke blandt officerer som indtog en vestligt-inspireret kost. Med støtte fra den japanske flåde eksperimenterede han med besætningen på to krigsskibe: en besætning fik udelukkende hvide ris at spise, mens den anden fik kød, fisk, byg, ris og bønner. Den gruppe, som kun spiste hvide ris havde 161 besætningsmedlemmer med beriberi og 25 dødsfald, mens den anden gruppe kun havde 14 tilfælde af beriberi og ingen dødsfald. Det overbeviste Takaki og den japanske flåde om, at årsagen til beriberi skulle findes i kosten, men konkluderede fejlagtigt, at passende mængder protein ville forhindre det. At sygdomme kunne opstå fra kostmæssige mangler blev yderligere undersøgt af Christiaan Eijkman, som i 1897 opdagede, at man kunne forhindre beriberi i kyllinger ved at fodre dem med upolerede ris i stedet for polerede ris. Det følgende år postulerede Frederick Hopkins, at nogle madvarer indeholdt ekstra faktorer — udover proteiner, kulhydrater, fedt, etc. — som er nødvendige for menneskekroppens funktion. Hopkins og Eijkman blev tildelt Nobelprisen i fysiologi eller medicin i 1929 for deres opdagelser.
I 1910 blev det første vitaminkompleks isoleret af den japanske videnskabsmand Umetaro Suzuki, som havde held med at udtrække et vandopløseligt kompleks af mikronæringsstoffer fra risklid og navngav det aberisk syre (senere Orizanin). Han offentliggjorde denne opdagelse i en japansk videnskabelig journal. Da artiklen blev oversat til tysk glemte man i oversættelsen at gøre opmærksom på, at det var et nyligt opdaget næringsstof, hvilket blev påstået i den oprindelige japanske artikel, og opdagelsen gik derfor relativt ubemærket hen. I 1912 isolerede den polskfødte biokemiker Casimir Funk i London det samme kompleks af mikronæringsstoffer og fremsatte forslag om, at man navngav komplekset "vitamin". Det blev senere kendt som B-vitamin3 (niacin), selv om han selv beskrev det som "anti-beri-beri-faktor" (som i dag ville blive kaldt tiamin eller vitamin B1). Funk fremsatte en hypotese om, at andre sygdomme, såsom engelsk syge, pellagra, cøliaki og skørbug også ville kunne kureres med vitaminer. Max Nierenstein foreslog angiveligt navnet "vitamin" (fra "vital amin").). Navnet blev snart efter synonymt med Hopkins' ekstra faktorer, og da det endelig blev påvist, at ikke alle vitaminer er aminer, sad navnet allerede fast.
I 1930 afdækkede Paul Karrer betakarotens korrekte struktur, og identificerede andre karotenoider. Karrer og Norman Haworth bekræftede Albert Szent-Györgyis opdagelse af askorbinsyre og kom med anseelige bidrag til flaviners kemi, hvilket førte til identificeringen af laktoflavin. De modtog begge Nobelprisen i kemi i 1937 for deres undersøgelser af karotenoider, flaviner og vitamin A og B2.
I 1931 havde Albert Szent-Györgyi og hans kollega Joseph Svirbely mistanke om, at "hexuronisk syre" faktisk var vitamin C, og gav en prøve til Charles Glen King, som beviste dets anti-skørbug-effekt. I 1937 blev Szent-Györgyi tildelt Nobelprisen i fysiologi eller medicin for sin opdagelse. I 1943 blev Edward Adelbert Doisy og Henrik Dam tildelt Nobelprisen i fysiologi eller medicin for deres opdagelse af vitamin K og dets kemiske struktur. I 1967 blev George Wald tildelt nobelprisen (sammen med Ragnar Granit og Haldan Keffer Hartline) for opdagelsen af at vitamin A kan deltage direkte i en fysiologisk proces.

## Navngivning
| Tidligere navn | Kemisk navn             | Grund til navneskifte                                                 |
| -------------- | ----------------------- | --------------------------------------------------------------------- |
| Vitamin B4     | Adenin                  | DNA-metabolit; syntetiseres i kroppen                                 |
| Vitamin B8     | Adenosinmonofosfat      | DNA-metabolit; syntetiseres i kroppen                                 |
| F-vitamin      | Essentielle fedtsyrer   | Behøves i store mængder (passer ikke på definitionen af et vitamin).  |
| G-vitamin      | Riboflavin              | Omklassificeret som Vitamin B2                                        |
| H-vitamin      | Biotin                  | Omklassificeret som Vitamin B7                                        |
| J-vitamin      | Katekol, Flavin         | Katekol er ikke-essentiel; flavin blev omklassificeret som Vitamin B2 |
| Vitamin L1     | Antranilsyre            | Ikke-essentiel                                                        |
| Vitamin L2     | Adenylthiomethylpentose | RNA-metabolit; syntetiseres i kroppen                                 |
| M-vitamin      | Folsyre                 | Omklassificeret som Vitamin B9                                        |
| O-vitamin      | Karnitin                | Syntetiseres i kroppen                                                |
| P-vitamin      | Flavonoider             | Klassificeres ikke længere som et vitamin                             |
| PP-vitamin     | Niacin                  | Omklassificeret som Vitamin B3                                        |
| S-vitamin      | Salicylsyre             | Foreslået inklusion af salicylat som et essentielt mikronæringsstof   |
| U-vitamin      | S-Methylmethionin       | Protein-metabolit; syntetiseres i kroppen                             |

Grunden til, at vitaminsættet springer direkte fra E til K, er, at vitaminerne der svarede til bogstaverne F–J enten blev omklassificeret, droppet som falske eller omdøbt på grund af deres forhold til vitamin B, som blev et kompleks af vitaminer.
De tysktalende forskere, som isolerede og beskrev (og navngav) K-vitamin, valgte navnet fordi vitaminet er tæt involveret i koagulationen af blod efter at man pådrager sig sår (det tyske ord er, som det danske, Koagulation). På det tidspunkt var de fleste bogstaver fra F til J allerede brugt, så brugen af bogstavet K blev betragtet som fornuftig.
Der findes andre manglende B-vitaminer som blev omklassificeret eller vurderet til ikke at være vitaminer. For eksempel er B9 folsyre og fem af folaterne er i rækken B11 til B16, former af vitaminer der allerede er opdaget, ikke krævet som et næringsstof af hele befolkningen (som B10, PABA til internt brug), biologisk inaktive, giftige, eller med uklassificerbare effekter i mennesker, eller ikke generelt anset som vitaminer af videnskaben, såsom det højest-nummererede, som nogle naturopater kalder B21 og B22. Der findes også ni B-kompleksvitaminer med bogstaver (såsom Bm). Der er andre D-vitaminer, som nu anerkendes som andre substanser, hvilket nogle kilder af samme type nummererer op til D7. Den kontroversielle kræftbehandling laetril var på et tidspunkt navngivet som vitamin B17. Der lader ikke til at være nogen konsensus om vitamin Q, R, T, V, W, X, Y eller Z, ligesom der heller ikke er substanser, der officielt er designeret vitamin N eller I.